# بیرینجی اودول‌لو
بیرینجی اودول‌لو (به لاتین: Birinci Udullu) یک منطقه مسکونی در جمهوری آذربایجان است که در شهرستان حاجی‌قبول واقع شده است. بیرینجی اودول‌لو ۱۸۳۷ نفر جمعیت دارد.